# Akasztó
Akasztó község Bács-Kiskun vármegyében, a Kiskőrösi járásban.

## Fekvése
A Duna–Tisza közén fekszik, Kiskőröstől 9 kilométerre északnyugatra. Külterületi határrészeiből északon közel 6 négyzetkilométernyi terület a Kiskunsági Nemzeti Park Felső-kiskunsági-tavak, nyugaton pedig csaknem 9 négyzetkilométer a nemzeti park Miklapuszta nevű részterületéhez tartozik.

### Megközelítése
Legfontosabb közúti megközelítési útvonala az 53-as főút, mely áthalad a központján; Csengőddel az 5306-os út köti össze. A legközelebbi vasúti csatlakozási lehetőséget a Budapest–Kelebia-vasútvonal Csengőd vasútállomása kínálja, Akasztótól mintegy 7 kilométerre keletre.

## Története
A helyi hagyomány szerint a község neve onnan ered, hogy a rossz utak miatt az átutazók a kerékakasztó sár miatt nem tudták útjukat folytatni, megakadtak. Más feltételezés szerint a falu egykori földesurának pallosjogáról kapta az Akasztó nevet, mely 1278-ban Akazthow formában és 1291-ben mint Okoztou szerepel oklevelekben.
A jelenlegi település ugyan az Árpád-korban keletkezett, de az Akasztóhoz tartozó Döbrögecpusztán római kori tárgyi emlékeket is találtak, így például az i. sz. 91-ből származó Victoria-szobrot. Századokon át királyi birtok volt, de a török hódoltság idején szinte teljesen elpusztult. A szatmári békekötés után, 1719 körül népesült be újra, jórészt felvidéki szlovák telepesekkel, akik már a 18. század végére teljesen elmagyarosodtak. 1737-ben a Bosnyák család, 1770-ben a Batthyány család volt a falu földesura. A 19. században a Blaskovich, Bencze és báró Kaas családok voltak a fő birtokosok. A két világháború között gróf Milványi Cseszneky Mihálynak volt Akasztón jelentősebb szőlőbirtoka és malomipari vállalata.

## Természeti viszonyai
Természeti adottságait tekintve a homok és szikes talajok váltakozása jellemzi a termőföldet.
A lakosság a Homokhátság nehéz körülményei ellenére is megtalálta boldogulását. A megszelídített homokon virágzó szőlőtermesztés alakult ki, melynek köszönhetően a környező településekkel együtt az utóbbi évtizedekben dinamikusan fejlődött. Ennek köszönhető a község fejlett infrastruktúrája. A mezőgazdasági termelés fő gerincét képező szőlőtermesztés a 6900 hektár összterületből 800 hektáron folyik, melyből 700 hektár a termő, a többi termőre váró ültetvény. Az 1990-es évektől létrejött borászati vállalkozások megélhetési lehetőséget biztosítanak a település számos lakosának. Több pincészet a kialakuló borturizmus fogadására is kiválóan alkalmas.
Az állattartást jellemzően a juhtenyésztés képviseli, de az utóbbi években újra előtérbe került az ősi hagyományos szarvasmarha fajták tenyésztése is, ugyanis a település határának jelentős részét képező szikes puszták legeltetésre alkalmasak.
Az ember nagyszabású tájátalakító tevékenységének negatív következménye napjainkban, hogy a szárazföldi vizes élőhelyek kiterjedése drasztikusan csökkent. Akasztón a vizes élőhelyek jellemző típusát a szikes tavak képezik. Ezek az élőhelyek nemzetközi jelentőségű vonuló, pihenő és fészkelőhelyei a lúdnak, a récének és egyéb vízimadár-fajoknak is.
A Kiskunsági Öntözőcsatorna országosan kedvelt horgászvíz, mely igazi látnivalót jelent a csendet, a vizet és a szabadság érzését maradéktalanul élvezni akaró természetkedvelő idelátogatóknak.
Az elmúlt években jelentősen megnőtt azoknak a száma, akik a táj értékeit fontosnak tartva Akasztót választják kikapcsolódásuk színhelyéül.
A település fejlett infrastruktúrájával, teljes közművesítettségével minden alapvető szolgáltatást biztosít.
Évek alatt nőtte ki magát a több száz hektáros halastórendszer, melynek egy része 2004 óta turisztikai célokat szolgál.

## Sportélete
1922-ben alapították az Akasztói FC-t, amely a Bács-Kiskun vármegyei labdarúgó első osztály tagja. Ifjúsági csapattal és utánpótlás-csapatokkal is rendelkezik.
Rövid életű volt ezzel szemben Stadler József vállalkozó egykori labdarúgócsapata, a Stadler FC, amely 1994 és 1998 között az NB I-ben szerepelt.

## Közélete

### Polgármesterei
- 1990–1994: Danis István (független)[3]
- 1994–1998: Danis István (független)[4]
- 1998–2002: Danis István (független)[5]
- 2002–2006: Suhajda Antal (független)[6]
- 2006–2010: Suhajda Antal (független)[7]
- 2010–2014: Suhajda Antal (független)[8]
- 2014–2019: Suhajda Antal (független)[9]
- 2019–2024: Suhajda Antal (független)[10]
- 2024– : Suhajda Antal (független)[1]

## Népesség
A település népességének alakulása:
| Lakosok száma | 3346 | 3331 | 3259 | 3202 | 3165 | 3138 | 3146 |
|               | 2013 | 2014 | 2018 | 2021 | 2022 | 2023 | 2024 |

2001-ben a község lakosságának 99,2%-a volt magyar, 0,7%-a cigány, 0,1%-a román. A település lakói közül 82% volt római katolikus, 4,9% evangélikus, 2% református, 0,1% görögkatolikus. Más egyházhoz vagy felekezethez tartozott a település lakóinak 0,3%-a, míg 2% nem tartozott valláshoz vagy felekezethez. A lakók 8,7%-ának vallási hovatartozása ismeretlen.
A 2011-es népszámlálás során a lakosok 89,8%-a magyarnak, 0,8% cigánynak, 0,4% németnek, 0,2% szlováknak mondta magát (10% nem nyilatkozott; a kettős identitások miatt a végösszeg nagyobb lehet 100%-nál). A vallási megoszlás a következő volt: római katolikus 67,7%, református 2,9%, evangélikus 4,9%, görögkatolikus 0,1%, felekezeten kívüli 5,3% (18,5% nem nyilatkozott).
2022-ben a lakosság 94%-a vallotta magát magyarnak, 1,7% cigánynak, 0,5% németnek, 0,4% románnak, 0,2% szlováknak, 0,1% szerbnek, 0,1% ukránnak, 1,7% egyéb, nem hazai nemzetiségűnek (5,9% nem nyilatkozott; a kettős identitások miatt a végösszeg nagyobb lehet 100%-nál). Vallásuk szerint 50% volt római katolikus, 4,4% evangélikus, 2,7% református, 0,3% görög katolikus, 0,1% ortodox, 0,9% egyéb keresztény, 1,4% egyéb katolikus, 6,4% felekezeten kívüli (33,6% nem válaszolt).

## Nevezetességei
- Római katolikus templom (épült 1744-ben, átépítették a 18. század közepén)
- A két világháború áldozatainak a templom előtti téren álló hősi emlékműve
- A Döbrögecpusztán 1965-ben előkerült római kori régészeti lelet (Viktória bronzszobra, Nemzeti Múzeum)
- Stadler Stadion
- Akasztói Horgászpark és Halascsárda: az Akasztó határában lévő komplexumban működő Halascsárda magyaros ízekkel  és bőséges adagokkal várja a vendégeket. Étlapján megkülönböztetett figyelmet kapnak a környékbeli termelőktől származó alapanyagok, például az Akasztói Szikiponty, vagy a szintén környékbeli racka juh és szarvasmarha. A pecázás szerelmesei a horgászpark öt horgásztavában tehetik próbára tudásukat, a forró nyári napokon pedig a strandon található fürdőtó és pezsgőfürdő biztosítja a felfrissülést. A komplexum rendezvénytermében nagy létszámú esküvők, céges és családi rendezvények lebonyolítását vállalják. A többnapos pihenést tervezőket egy hatszobás panzió várja a horgászparkban.[13]
- Szeptember második hétvégéjén Mária-napi búcsú és szüreti bál
- Turul-szobor[14]

### Az Akasztói Szikiponty
Az Akasztó és Dunatetétlen határában működő teljes üzemű halgazdaságokban a 80-as évek vége óta folyik a hagyományos polikultúrás termelés, mely a hazánkban őshonos ponty halfajra, azon belül a Szarvasi P34-fajtára épül. A minőségorientált termelési technológia, a területi adottságok és a fajtajelleg együttesen eredményez egy kiváló ízű, zsírszegény pontyot, aminek hangsúlyozásához és piaci megkülönböztetéséhez a termelők 2006-ban létrehozták az Akasztói Szikiponty márkanevet.
Az Akasztói Termelési Technológia részeként közepes és nagyobb méretű tavakban, ritka népesítés mellett nevelik a halakat, takarmányozásuknál a nagy jelentőséggel bíró természetes táplálékra helyezik a hangsúlyt, amit gabonafélékkel egészítenek ki. Bár a mennyiség ezzel a természetközeli neveléssel csekélyebb, az előállított étkezési hal minősége érezhetően jobb, amit 2016-ban az Aranyszalag Minőség tanúsító védjegy odaítélésével a Magyar Gasztronómiai Egyesület is elismert. Az alacsony zsír- (7,2-12,6%) és koleszterintartalom, a sok életfontosságú vitamin (A, B1, B2, B12, D) és ásványi anyag együtt magas tápértékű halfélévé teszi az Akasztói Szikipontyot. További nagy előnye a pontyhúsnak, hogy magas az élettanilag fontos telítetlen zsírsavak aránya és a nagy értékű fehérje tartalma, illetve tartalmazza az ember számára szükséges valamennyi létfontosságú aminosavat, ráadásul könnyen emészthető, mivel alacsony a kötőszövet tartalma.
2020 óta oltalom alatt álló eredetmegjelölésű (OEM) termék az Európai Unióban.

## Külterületei
A településhez az alábbi külterületek tartoznak, melyeknek összlakossága 2001-ben 56 fő volt:
- Döbrögecpuszta
- Kígyóshíd

## Testvérvárosai
- Kraszna (Románia, Szilágy megye)
- Ada (Szerbia, Vajdaság)